# Бабюрен, Дирк ван
Дирк Ясперс ван Бабю́рен (нидерл. Dirck Jaspersz van Baburen; ок. 1595, Вейк-бей-Дюрстеде — 21 февраля 1624, Утрехт) — голландский живописец эпохи барокко. Также известен как Теодор ван Бабурен и Теодор Бабурен. Основатель и один из крупнейших представителей школы утрехтских караваджистов.

## Биография
Дирк (Теодор) ван Бабюрен родился около 1595 года в городе Вейк-бей-Дюрстеде провинции Утрехт Республики Семи Объединённых Нижних Земель, но его семья переехала в Утрехт, когда он был ещё молод. Самое раннее упоминание о художнике содержится в записях Утрехтской гильдии святого Луки 1611 года как об ученике Паулюса Янсона Морельсе. Членство в гильдии дало ему право на профессиональную деятельность. В период между 1612 и 1615 годами Бабюрен отправился в Рим. Там он сотрудничал с соотечественником, караваджистом Давидом де Ханом и подружился с близким последователем Караваджо Бартоломео Манфреди.
Творчество Бабюрена привлекло внимание коллекционеров и меценатов Винченцо Джустиниани и кардинала Шипионе Боргезе, и, возможно, под их влиянием около 1617 года художник получил заказ на роспись алтаря Капеллы Пьеты в церкви Сан-Пьетро-ин-Монторио. Бабюрен был одним из первых живописцев, принадлежавших к группе голландскоязычных художников, действовавших в Риме в семнадцатом веке, известной как «Бент», или «Перелётные птицы» (нидерл. Bent vogels), или нидерл. Bentvueghels — «Птицы пера»); его прозвище (всем членам объединения давали шутливые имена) было «Бирвлиг» (Biervlieg — «Пивная муха», или «Тот, кто много пьет»).
В Италии ван Бабюрена привлекло новаторское искусство Караваджо, под влиянием которого окончательно сложился его собственный творческий почерк. У Караваджо он заимствовал композиционную выразительность, контрастное освещение и стремление к реалистическому изображению натуры — черты, ставшие характерными для караваджизма.
В 1620 году художник возвратился в Нидерланды и открыл собственную мастерскую в Утрехте. В этот период в его творчестве преобладали сюжеты бытового жанра, композиции для которых характерны крупные полуфигуры с контрастной светотенью, отличающиеся яркостью цвета и темпераментной манерой исполнения. Многим картинам Бабюрена присущ оттенок грубоватого натурализма, что в определённой мере было вызовом протестантской морали. Дирк ван Бабюрен ушёл из жизни в расцвете лет и своего таланта 21 февраля 1624 года.
В Санкт-Петербургском Эрмитаже имеется картина Бабюрена: «Концерт»

## Галерея

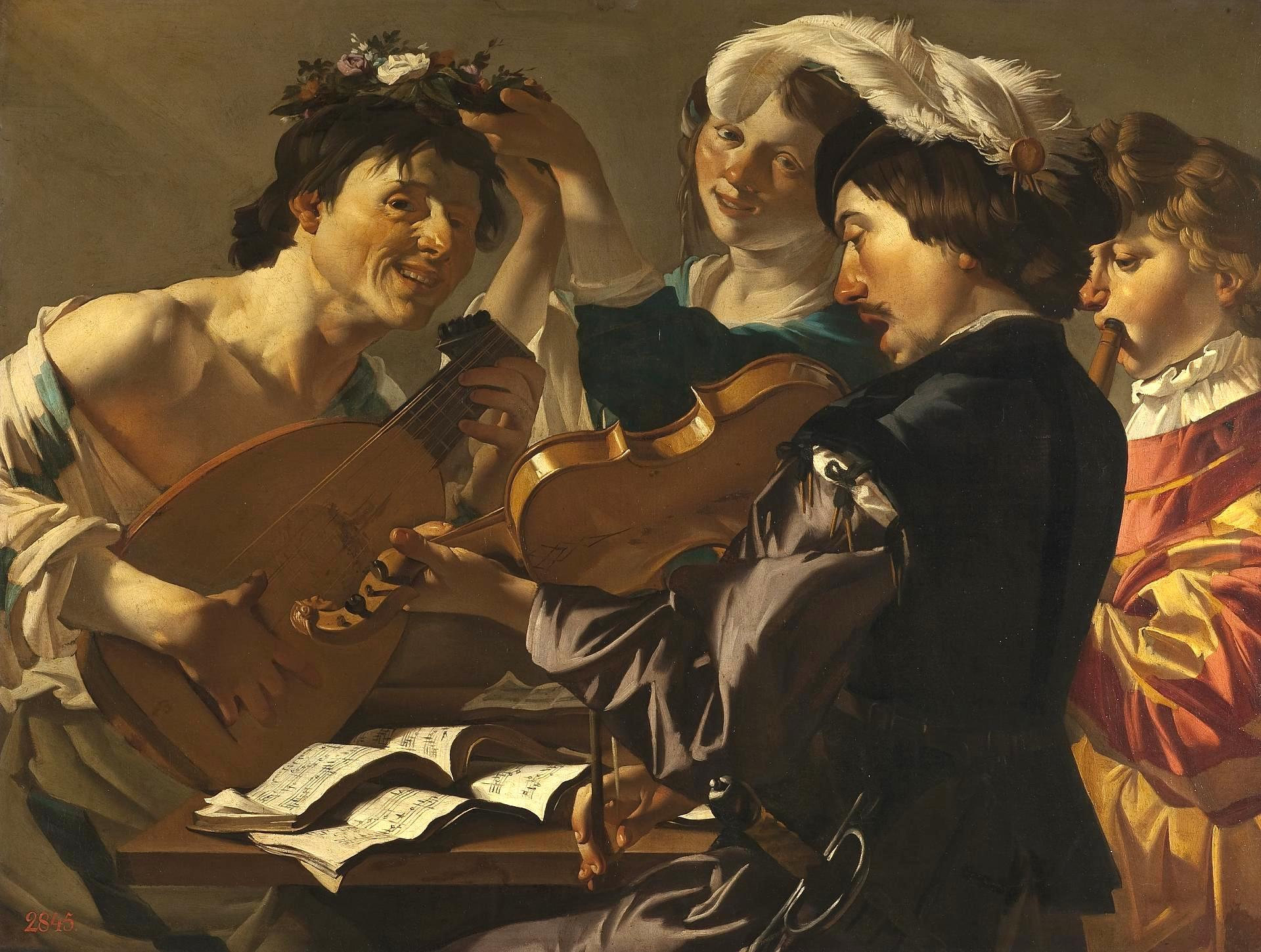
Концерт. Между 1621 и 1623 гг. Холст, масло. Государственный Эрмитаж, Санкт-Петербург
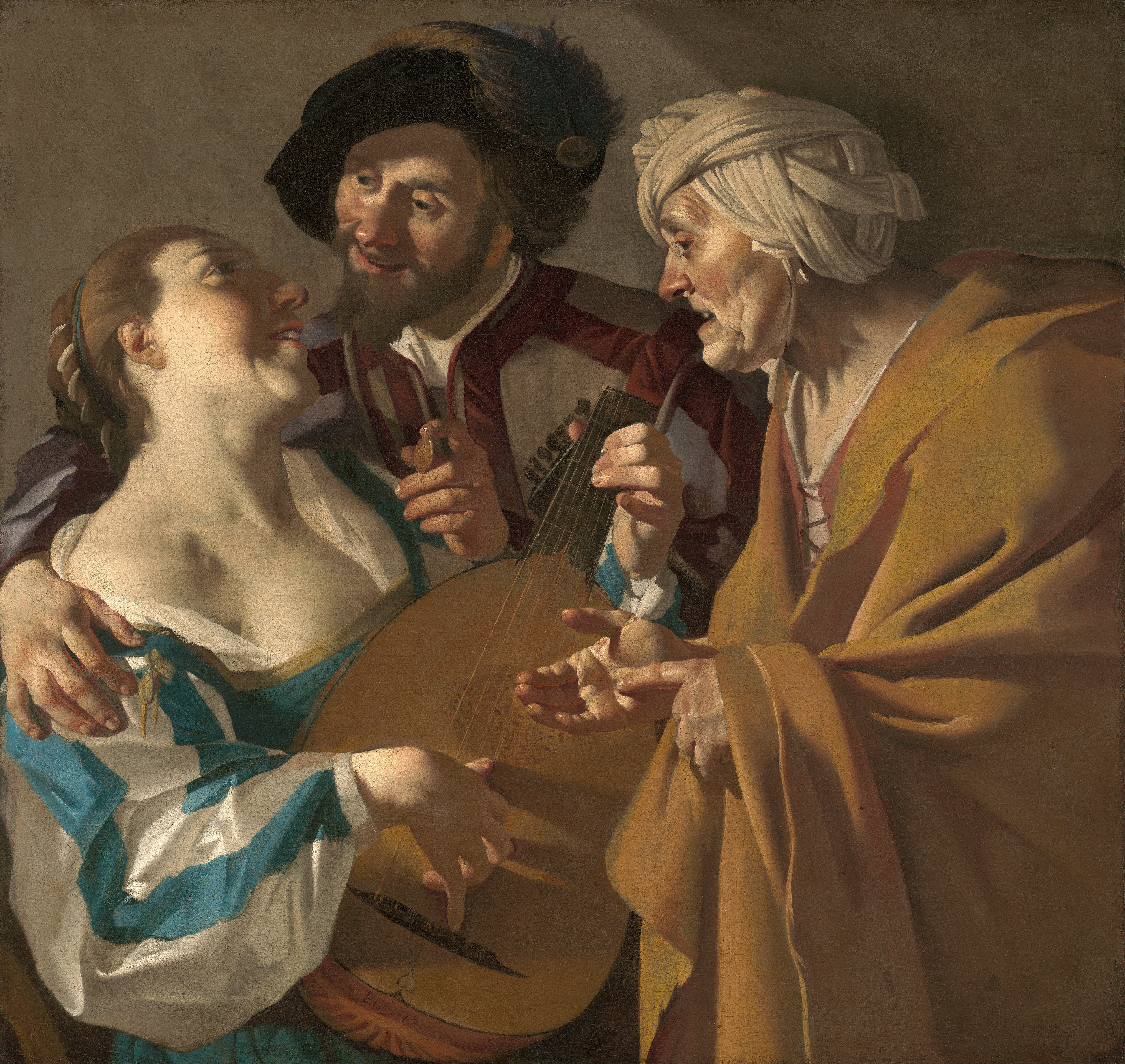
Сводня. 1622. Холст, масло. Музей изящных искусств, Бостон
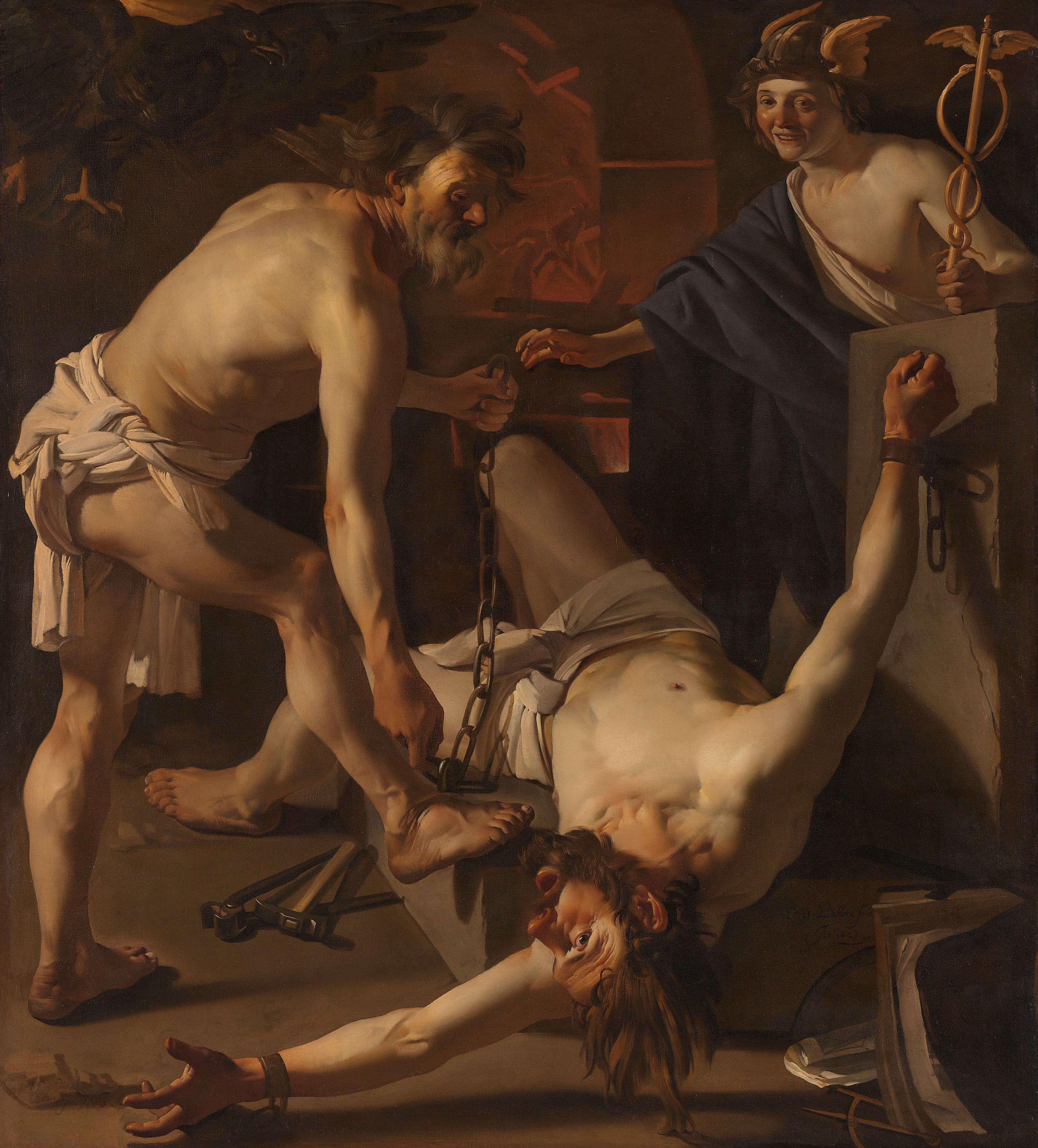
Вулкан, сковывающий цепями Прометея. 1623. Холст, масло. Рейксмюсеум, Амстердам
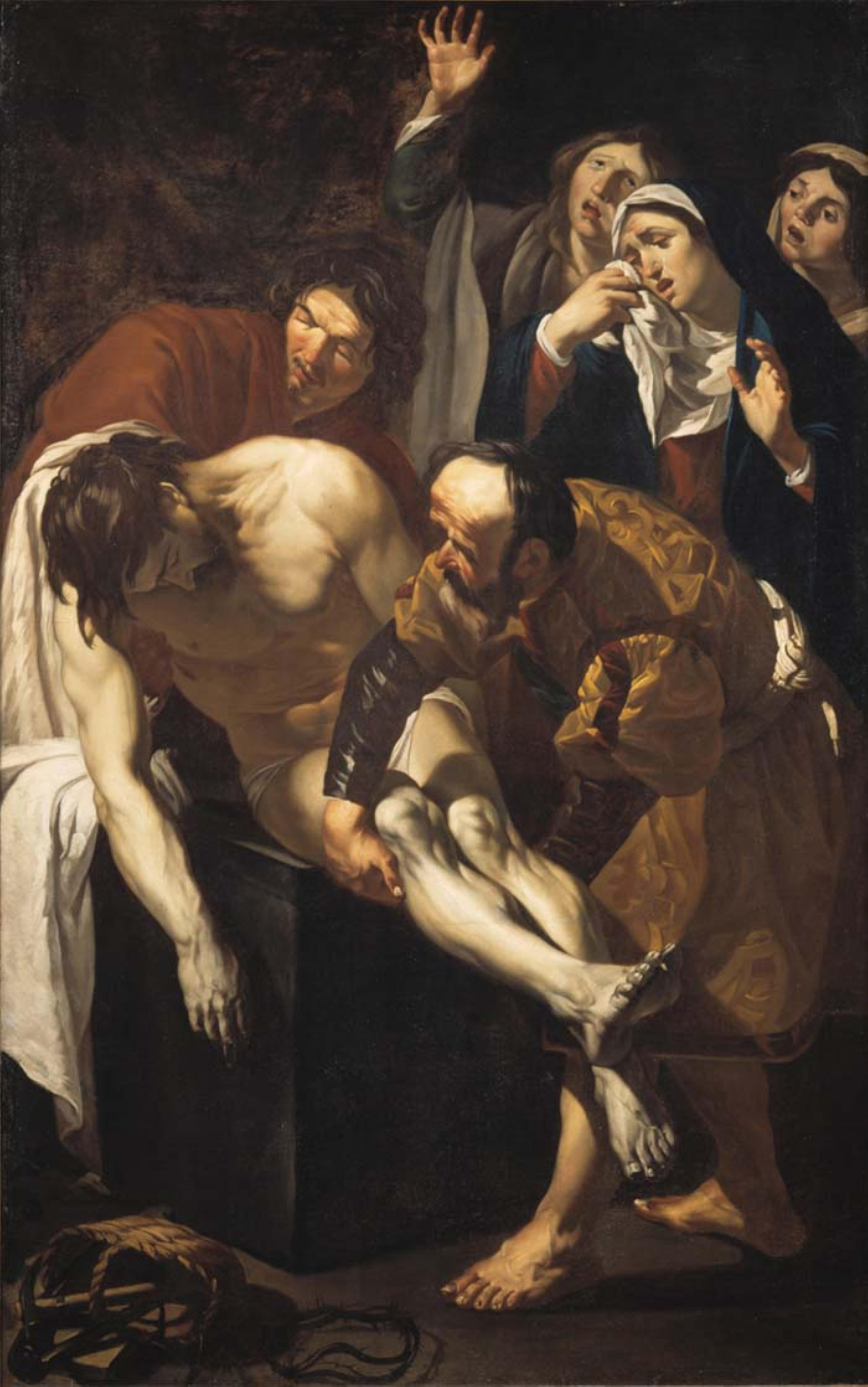
Положение во гроб. 1617-1621. Холст, масло. Центральный музей, Утрехт
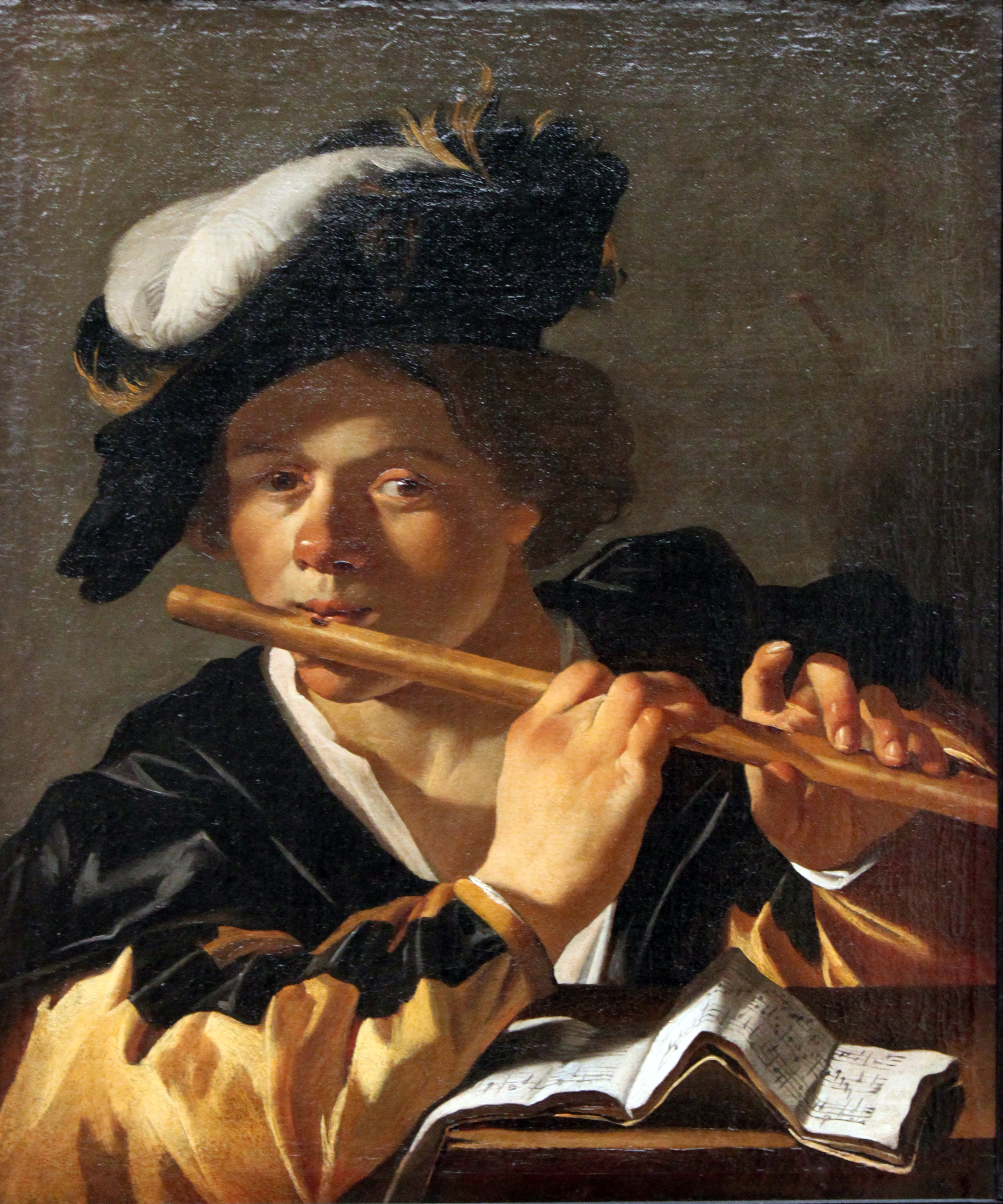
Флейтист. 1620. Холст, масло. Берлинская картинная галерея
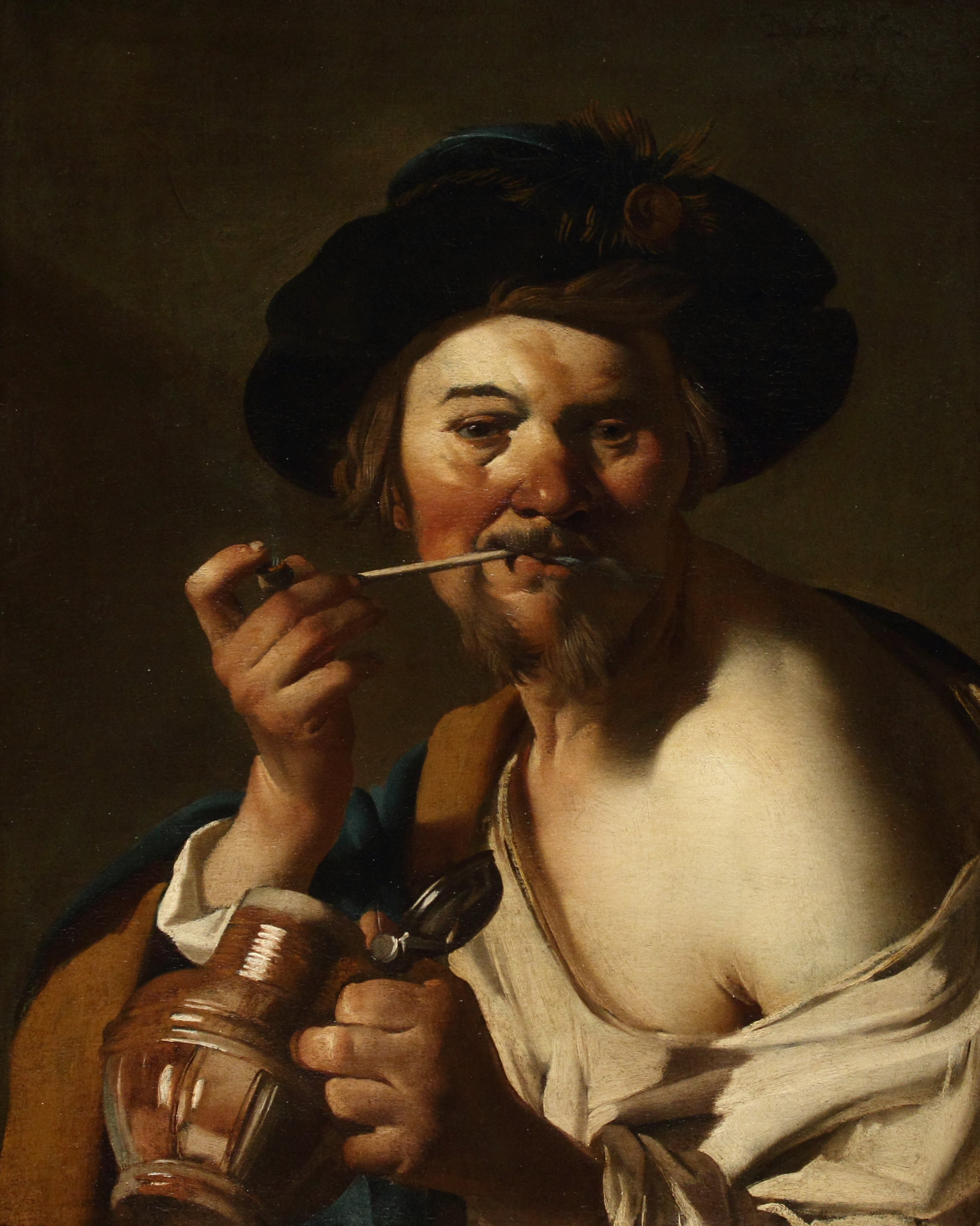
Курильщик с трубкой. 1623. Холст, масло. Музей Мармоттан-Моне, Париж
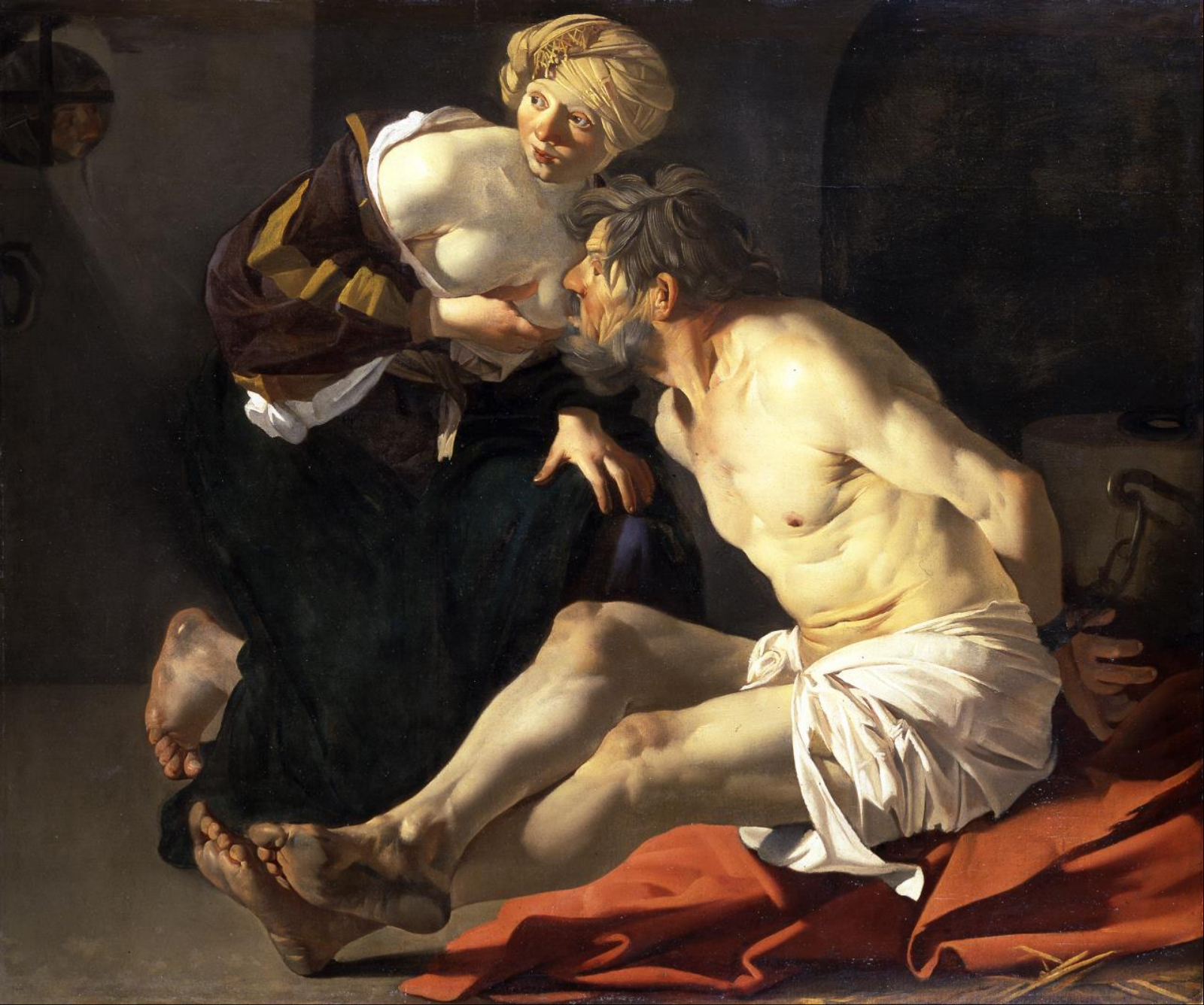
Римское милосердие. Между 1618 и 1624 гг. Холст, масло. Галерея искусств, Йорк, Англия

## Произведения
- Святой Себастьян, святая Ирина и её служанка (1615—1621, Музей Тиссен-Борнемиса, Мадрид)
- Омовение ног (Около 1616, Государственные музеи Берлина)
- Положение во гроб (1617, Рим, церковь Сан-Пьетро-ин-Монторио)
- Святой Франциск (1618, Вена, Музей истории искусств)
- Мальчик Иисус в храме (Осло, Национальная галерея)
- Блудный сын (Майнц, Картинная галерея)
- Кающийся Святой Петр (частная коллекция)
- Римское милосердие, или Отцелюбие римлянки (1618—1624, Йорк, Галерея искусств)
- Гранида и Дайфило (частная коллекция)
- Юноша с варгуэной (1621, Утрехт, Центральный музей)
- Сводня (1622, Бостон, Музей изобразительного искусства)
- Лютнист (1622, Утрехт, Центральный музей)
- Пьяный Силен (частная коллекция)
- Христос среди учителей в храме (1622, Steven and Dorothea Green Collection)
- Концерт (1622, Бостон, Музей изобразительного искусства)
- Лютнист (1622, Утрехт, Центральный музей)
- Император Веспасиан (1623)
- Музыкант (Париж, музей Мармоттан)
- Концерт (1623, Санкт-Петербург, Государственный Эрмитаж)
- Вулкан, сковывающий цепями Прометея. (1623, Амстердам, Рейксмузеум)
- Христос в терновом венце (1623, Монастырь катаров, Утрехт)
- Ахилл, готовящийся к мести за Патрокла (1624. Кассель, Картинная галерея стары мастеров)

## Это интересно
Картина Дирка ван Бабюрена «Сводня» принадлежала Марии Тинс, тёще другого известного нидерландского художника Яна Вермеера, который дважды изображал это произведение на своих картинах («Дама за вирджиналем» и «Концерт»)